# Коніметр
Коніметр — прилад для визначення кількості завислого у повітрі пилу. 
Використовується зокрема для вимірювання забрудненості повітря та небезпеки для дихальних органів людини в промисловості.